# Пятнистый медоуказчик
Пятнистый медоуказчик (лат. Indicator maculatus) — вид небольших птиц семейства медоуказчиковых. Выделяют два подвида.

## Описание
Пятнистый медоуказчик достигает длины около 18 см и массы 42—54 г.

## Распространение
Обитают в Анголе, Бенине, Камеруне, ЦАР, Республике Конго, ДРК, Кот-д’Ивуаре, Экваториальной Гвинее, Габоне, Гамбии, Гане, Гвинее, Гвинее-Бисау, Либерии, Нигерии, Сенегале, Сьерра-Леоне, Южном Судане, Судане, Того и Уганде.

## Питание
Пятнистый медоуказчик питается пчелиный воском; в состав рациона также входят насекомые, такие как личинки бабочек, муравьи, жуки и термиты, а также пауки; возможно, фрукты. Питается насекомыми в основном в пологе деревьев, но спускается в подлесок за пчелиным воском.

## Охранный статус
МСОП присвоил виду охранный статус LC.